# 慧愍固伦公主
慧愍固伦公主（1811年2月18日—1815年），嘉庆帝第九女，母如妃钮祜禄氏。
嘉庆十六年（1811年）正月二十五生，二十年（1815年）五月殇，时年五岁。嘉庆二十五年（1820年）追封为慧愍固伦公主，是清朝少有的幼年夭折并得到追封的皇女。与姐慧安和硕公主同葬于梁格庄。